# Joseph Soffai
Joseph Soffai, avstrijski general, * 1790, † 1872.